# Chiến tranh Liên minh thứ hai
Liên minh thứ hai là một tập hợp nhiều vương quốc châu Âu lần thứ hai, nhằm kìm hãm nước Pháp cách mạng và - nếu có thể - thì đánh bại chế độ cộng hòa Pháp, đồng thời tái lập chế độ quân chủ.

## Bối cảnh lịch sử
Sau thắng lợi của tướng Napoléon Bonaparte trong các trận chiến ở Ý năm 1797 và việc ký hòa ước Campo-Formio, chấm dứt chiến tranh giữa Cộng hòa Pháp với Liên minh thứ nhất, nước Pháp mở rộng biên giới của mình tới tận tả ngạn sông Rhine và chiếm miền bắc Ý. Khi Napoléon dẫn đoàn quân viễn chinh Pháp sang Ai Cập, thì các quốc gia chống Pháp đã lập ra Liên minh thứ hai gồm Vương quốc Anh, Đế quốc Nga, Áo, Thụy Điển, Đế quốc La Mã Thần thánh, Đế quốc Thổ Nhĩ Kỳ, Vương quốc Napoli và Sicilia, Haiti cùng với quân nổi dậy Chouan ở Pháp và quân nổi dậy ở Bỉ để cùng nhau chống lại Pháp. Bên phe Pháp gồm có Cộng hòa Pháp, các nước Cộng hòa vệ tinh của Pháp, Cộng hòa Batavia, vương quốc Đan Mạch, Na Uy, quân nổi dậy Ireland.

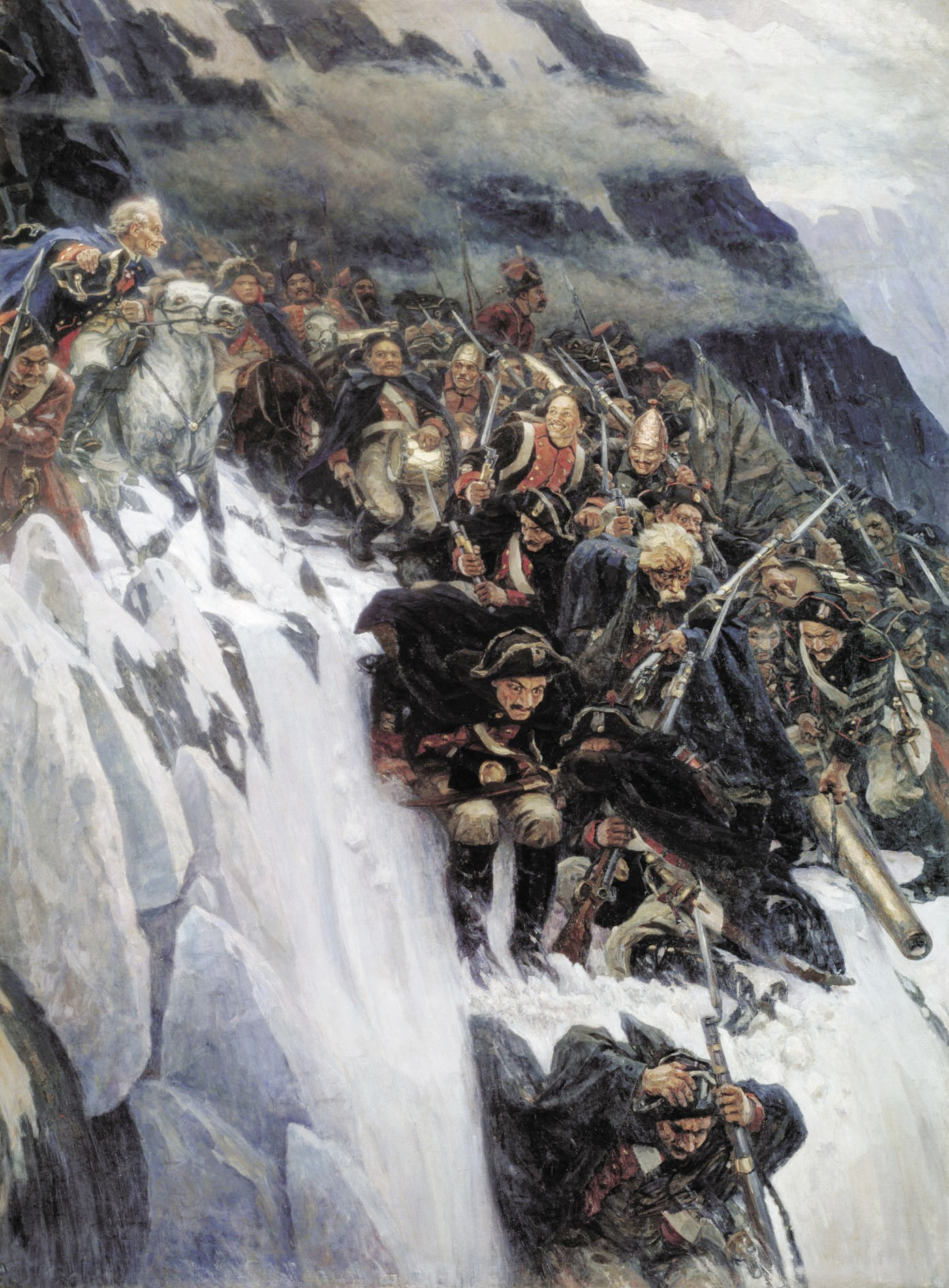
Quân đội Nga của Đại Nguyên soái Suvorov tiến hành cuộc hành binh Thụy Sĩ hiển hách.

Vào ngày 1 tháng 8 năm 1798, tại Ai Cập, nhờ tài năng xuất sắc của mình, Đô đốc Hải quân Hoàng gia Anh là Horatio Nelson đã đánh lừa được địch trong trận Hải chiến sông Nile, với kết quả là ông đại phá tan tác Hải quân Pháp. Hải quân Hoàng gia Anh đã tiêu diệt được phần lớn địch quân, và chỉ Napoléon chỉ còn có vỏn vẹn 13 chiếc thuyền chiến. Nhờ có chiến công hào hùng của Hải quân Hoàng gia Anh tại sông Nile, đám bại quân Pháp ở Ai Cập bị cắt liên lạc với chính phủ Pháp ở chính quốc. Vào năm 1799, Nga hoàng Pavel I sẵn sàng tiêu diệt nền dân chủ Pháp. Theo đề nghị của người Áo, ông phong Đại Nguyên soái kiệt xuất Aleksandr Vasilyevich Suvorov làm Tổng tư lệnh Liên quân Nga - Áo, dù rằng thiên tài quân sự này đã già nua và còn bị Nga hoàng thất sủng không lâu trước đó. Vào ngày 19 tháng 4 năm 1799, A. V. Suvorov thống lĩnh liên quân Nga - Áo xuất binh đánh Pháp ở Ý. Trong trận đánh đầu tiên tại Cassano, Quân đội của Suvorov đại phá quân Pháp, tiêu diệt được 2 nghìn tên địch và bắt sống được 5 nghìn tên. Khi đám tàn quân Pháp lui binh, các chiến binh Cossack còn chặn đánh quân thù. Vào ngày 29 tháng 4 năm 1799, liên quân Nga - Áo giải phóng thành Milan.
Sau đó, vào ngày 26 tháng 5 năm 1799, thành Torino cũng được giải phóng. Không những thế, Suvorov cũng đánh tan tác quân Pháp trong trận đánh ở Marengo. Thế là Đại Nguyên soái Suvorov lại đánh thắng quân Pháp trong trận đánh tại Trebbia. Quân Pháp bị đánh đuổi ra khỏi sông Riviera. Sau đó, vào ngày 15 tháng 8 năm 1799, liên quân Nga - Áo của Suvorov lại đại thắng trong trận đánh tại Novi, danh tướng Pháp Barthélemy Catherine Joubert bại trận tử vong. Ông ta là viên tướng xấu số nhất của quân Pháp khi đó. Với một loạt chiến thắng trước các đạo quân Pháp trong một loạt cuộc hành binh bắt buộc, Đại Nguyên soái Suvorov đã ngăn ngừa được việc địch quân họp binh với nhau, dù ông luôn bị làm khó bởi những vị tướng Áo ít tài năng hơn. Không những thế tại Cộng hòa Thụy Sĩ, Quân đội Áo cũng đánh thắng quân Pháp trong trận Zurich lần thứ nhất vào tháng 6 nắm 1799, nhưng phải chịu tổn thất nặng nề. Sau đó, Quân đội Nga tại Cộng hòa Thụy Sĩ bị quân Pháp của tướng André Masséna đánh bại. Sau thất bại này, Đại Nguyên soái Aleksandr Vasilyevich Suvorov phải kéo các chiến binh Nga rút về do tình hình trở nên nghiêm trọng, kết thúc một trong những chiến dịch hiển hách nhất của ông.
Tại Đức, quân của quận công Áo Charles đuổi quân Pháp của thống chế J. B. Jourdan qua sông Rhine và thắng Pháp nhiều trận ở Thụy Sĩ. Tướng A. Masséna thay thế thống chế Jourdan. Trong lúc đó Nga rút khỏi Liên minh vì bất đồng với Anh về vấn đề hàng hải.
Cuối năm 1799, Napoléon trao quyền chỉ huy quân Pháp ở Ai Cập cho tướng Kléber, trở về Pháp làm một cuộc đảo chính Ban đốc chính (Directoire) lên nắm quyền và tổ chức lại quân đội. Năm 1800, Napoléon chỉ huy quân đội tại Ý và thắng quân Áo của tướng Michael Melas ở trận Marengo (14.6.1800), khiến cho Quân đội Áo phải lui binh trở lại sau dãy núi Alps.
Tại Đức, quân của tướng Pháp Moreau đánh bại quân của quận công Johann trong trận Hohenlinden (3.12.1800), buộc Áo phải ký Hiệp định đình chiến. Ngày 9.2.1801 Pháp và Áo ký hòa ước Lunéville, chấp nhận quyền kiểm soát của Pháp tới sông Rhine và trên các nước Cộng hòa chư hầu ở Ý và Hà Lan. Tại Ai Cập, vào ngày 21 tháng 3 năm 1801, Quân đội Anh đập tan nát quân Pháp trong trận đánh tại Canope và hành binh về Rahmanieh. Trong lúc đó, Quân đội Thổ Nhĩ Kỳ cũng hành binh từ xứ Syria đến El Arich. Vào ngày 9 tháng 4 năm 1801, Pháp phải chuồn khỏi Salhieh, nhờ đó Thổ Nhĩ Kỳ đoạt lại được vùng này. Sau đó, liên quân Anh - Thổ họp binh bên sông Nile và thẳng tiến về giải phóng thủ phủ Cairo. Quân Thổ Nhĩ Kỳ đã đánh thắng được một tập đoàn quân Pháp bao gồm 8 nghìn tên địch. Và rồi, lần lượt Cairo và Alexandria được giải phóng, Pháp phải hứng chịu đại bại. Sau đó Pháp và Anh ký hòa ước Amiens ngày 25.3.1802, chấm dứt chiến tranh giữa phe Pháp và Liên minh thứ hai.

## Các sự kiện quan trọng
- 23.5.1798: cuộc nổi dậy của phiến quân Ireland (đồng minh của Pháp) chống lại Anh
- tháng 9.1798: Nga, Áo, Anh tuyên chiến với Pháp
- 9.9.1798: Thổ Nhĩ Kỳ tuyên chiến với Pháp
- 15.9.1799: nghĩa quân Vendée và Chouan nổi dậy chống chính quyền Pháp
- 22.10.1799: Nga giảng hòa với Pháp
- 14.2.1800: nghĩa quân Chouan ký hòa ước Beauregard với chính phủ Pháp
- Tháng 8 năm 1801: Anh đuổi Pháp ra khỏi Ai Cập
- 9.2.1801: Hòa ước Lunéville giữa Áo và Pháp
- 14.12.1801: Pháp tấn công Haiti
- 25.3.1802: Hòa ước Amiens giữa Pháp và Anh
- Tháng 6 năm 1802: Thổ Nhĩ Kỳ giữ vững được Ai Cập
- 1.1.1804: chấm dứt chiến tranh giữa Pháp và Haiti

## Các trận chiến giữa phe Pháp và Liên minh thứ hai
- 21.6.1798: trận Vinegar Hill (Ireland), Anh thắng phiến quân Ireland
- 21.7.1798: trận Kim tự tháp (gần Cairo, Ai Cập), Pháp thắng Thổ Nhĩ Kỳ
- 1-2.8.1798: trận hải chiến Vịnh Aboukir (Ai Cập), Anh thắng Pháp
- 27.8.1798: trận Castlebar (Ireland), Pháp-Ireland thắng Anh
- 8.9.1798: trận Ballinamuck (Ireland), Anh thắng Pháp-Ireland
- 20.3 - 21.5.1799: Cuộc vây hãm Acre (Israel), Anh-Thổ thắng Pháp
- 25.3.1799: trận Stockach I (Đức), Áo thắng Pháp
- 16.4.1799: trận núi Tabor (Israel), Pháp thắng Thổ Nhĩ Kỳ
- 27.4.1799: trận Cassano d'Adda (Ý), Nga-Áo thắng Pháp
- 4-7.6.1799: trận Zürich I (Thụy Sĩ), Áo thắng Pháp
- 17-19.6.1799: trận Trebbia (Ý), Nga-Áo thắng Pháp
- 1.8.1799: trận Aboukir (Ai Cập), Pháp thắng Đế quốc Ottoman
- 15.8.1799: trận Novi (Ý), Nga-Áo thắng Pháp
- 19.9.1799: trận Bergen (Hà Lan), Liên quân Pháp-Cộng hòa Batavia thắng Anh-Nga
- 25-26.9.1799: trận Zürich II, Pháp thắng Nga
- 2.10.1799: trận Alkmaar (Hà Lan), Anh thắng Pháp
- 6.10.1799: trận Castricum (Hà Lan), Pháp-Cộng hòa Batavia thắng Anh-Nga
- 20.3.1800: trận Heliopolis, Pháp thắng Thổ Nhĩ Kỳ
- 3.5.1800: trận Stockach II, Pháp thắng Áo
- 4-5.5.1800: trận Moesskirch, Pháp thắng Áo
- 9.6.1800: trận Höchstädt (Bayern), Pháp thắng Áo
- 14.6.1800: trận Marengo (Ý), Pháp thắng Áo
- 3.12.1800: trận Hohenlinden (Đức), Pháp thắng Áo-Bayern
- 21.3.1801: trận Canope (Ai Cập), Anh thắng Pháp
- 2.4.1801: trận hải chiến Copenhagen, Anh thắng Đan Mạch-Na Uy (1)
- 8.7.1801: trận hải chiến Algeciras (gần Gibraltar), Pháp-Tây Ban Nha thắng Anh
- 12.7.1801: hải chiến Algeciras lần thứ hai, Anh thắng Pháp-Tây Ban Nha
- năm 1801-1802: Haiti thắng Pháp